# Karl Dungs
Karl Dungs (* 19. Januar 1901 in Sterkrade; (heute Oberhausen); † 11. September 1972 in Oberwesel) war ein deutscher Pfarrer der Deutschen Christen.

## Leben
Dungs studierte nach Erwerb seines Abiturabschlusses gleich seinem älteren Bruder Heinz Dungs Evangelische Theologie. Nach seiner Dienstzeit als Vikar wurde er zum Pfarrer ordiniert.

## Leistungen
Frühzeitig wurde Dungs ein eifriger Verfechter der völkisch-nationalistischen Ideen der Deutschen Christen und trat zum 1. Mai 1933 der NSDAP bei (Mitgliedsnummer 2.837.381), in deren Sinne er einer Verschmelzung von NS-Staat und evangelischer Kirche das Wort redete. Er bekannte:

„Wir sind niemals ‚Männer der Kirche‘ gewesen und wollen es auch in Zukunft nicht sein. Wir sind als ‚Fachleute‘ auf dem religiösen Gebiet verantwortlich dafür, dass auch das Kirchenwesen in Deutschland aus Geist und Art der nationalsozialistischen Weltanschauung, dem Wesen des den politischen Kampf des Führers tragenden Glauben entsprechend, neu gestaltet werde.“

Von 1933 bis 1946 war Dungs ununterbrochen Pfarrer in Essen-Kupferdreh. Im Jahre 1939 erklärte er seine Mitarbeit am Institut zur Erforschung und Beseitigung des jüdischen Einflusses auf das deutsche kirchliche Leben.  Dungs bewohnte das dortige Pfarrhaus sogar noch bis 1960, getragen von Gemeindegliedern.  Im Jahre 1960 bekam er erneut eine Pfarrstelle in Schwafheim und wirkte von 1964 bis 1971 noch in der kleinen Gemeinde Manubach bei Koblenz, wo er auch verstarb und begraben wurde.

## Auseinandersetzung
2002 fand ein Symposium zur kirchlichen Zeitgeschichte im Haus der Evangelischen Kirche Essen statt, in dem auch über die Rolle von Dungs gesprochen wurde. Darüber gab der Ev. Stadtkirchenverband Essen die Dokumentation Die Evangelische Kirche in Essen vor dem Hintergrund von „Nationaler Erhebung“ und nationaler Katastrophe 1930 bis 1950 heraus. 

## Schriften
- Evangelischer Glaube und Beamtendienst; Berlin: Verlag des Evangelischen Bundes, 1933
- Abendländische Entscheidung, arischer Mythus und christliche Wirklichkeit; Weimar: Verlag Deutscher Christen, 1939